# Strongylopus merumontanus
Strongylopus merumontanus es una especie  de anfibios de la familia Ranidae.

## Distribución geográfica
Se encuentra en  Tanzania. 